# ヘルマン・オルデンベルク
ヘルマン・オルデンベルク（Hermann Oldenberg、1854年10月31日 - 1920年3月18日）は、ドイツのインド学者。ヴェーダとパーリ仏典の研究者として知られる。オルデンベルクはトーマス・ウィリアム・リス・デイヴィッズと並んで西洋における学術的な仏教研究の草分けだった。

## 略歴
1854年、ハンブルクに生まれる。ゲッティンゲン大学とベルリン大学で文献学とインド学を学んだ。
1878年からベルリン大学でサンスクリット文献学を教えた。1889年にキール大学の教授に就任した。1908年にはゲッティンゲン大学に移り、没するまでその職にあった。

## 主な業績
オルデンベルクはパーリ聖典協会のためにパーリ仏典の一部を校訂出版した。
- The Dîpavaṃsa: An Ancient Buddhist Historical Record. London. (1879)（ディーパワンサの本文と訳注）
- The Vinaya Piṭakaṃ. London. (1879-1883)(律蔵、5巻）

また、フリードリヒ・マックス・ミュラーの『東方聖典叢書』のためにパーリ仏典（1881,1882,1885年、リス・デイヴィッズと共訳）、グリヒヤスートラ（1886,1892年）、ヴェーダの讃歌（1897年）を英語に翻訳した。
- Vinaya Texts Part I. Oxford: Clarendon Press. (1881) Part II (1882) Part III (1885)
- The Grihya-Sûtras: Part I. Oxford: Clarendon Press. (1886) Part II (1892)
- Vedic Hymns: Part II. Oxford: Clarendon Press. (1897)

パーリ仏典をもとに仏陀の生涯と教えを書いた『仏陀』はオルデンベルクの代表的な仏教概説書として版を重ね、日本語を含む多くの言語に翻訳された。
- Buddha, sein Leben, seine Lehre, seine Gemeinde. Berlin: Wilhelm Hertz. (1881)
  - 邦訳: 三並良 訳『仏陀』梁江堂、1910年。
  - 邦訳: 木村泰賢; 景山哲雄 訳『仏陀―その生涯、教理、教団』書肆心水、2011年。（もと大雄閣、1928年）

オルデンベルクは仏教思想の源流にウパニシャッドがあることを認めた。
- Die Lehre der Upanishaden und die Anfänge des Buddhismus. Göttingen. (1915)（ウパニシャッドの教えと仏教の起源）
  - 邦訳: 高楠順次郎; 河合哲雄 訳『ウパニシャットより仏教まで』大雄閣、1930年。

ヴェーダ関係の著書も多く、『ヴェーダの宗教』は英語やフランス語に翻訳されている。
- Die hymnen des Ṛigveda: Metrische und textgeschichtliche Prolegomena. Berlin: Wilhelm Hertz. (1888)（リグヴェーダの本文批判）
- Die Religion des Veda. Berlin: Wilhelm Hertz. (1894)（ヴェーダの宗教）

## 批判
オルデンベルクはパーリ語仏典を最も古い仏典として尊重したが、パーリ語仏典にも後世の発展が見られ、必ずしもそうは言えないことが指摘されている。